# دومينيكو سكارلاتي
دومينيكو سكارلاتي (Domenico Scarlatti) (و. نابولي 1685- ت. مدريد 1757 م) هو مؤلف موسيقي إيطالي وابن المؤلف «ألساندرو سكارلاتي». اشتهر بمعزوفاته على آلة الكلافسن (البيانو القيثاري)، قضى الفترة الأولى من حياته في بلاط لشبونة لينتقل بعدها إلى مدريد. عدا قطع الأوبرا، كتب أكثر من 600 قطعة سوناتا لآلته المفضلة (الكلافسن)، وجمعت في كتابه الموسوم (Essercizi)، والذي يعد أكبر أعماله وأهمها.

## مقدمة
دومينيكو سكارلاتي هو اللغز الكبير في الباروك، يكشف السجل عن حياته وشخصيته أسئلة أكثر من أجوبة. معظم ما نعرفه عنه هو موسيقاه: عدد من الأعمال الصلبة في الأشكال التقليدية في هذا العصر ومن سنواته الأخيرة مجموعة لامعة وجريئة من مقطوعات صغيرة للهاربسكورد تبدو أتت من عدم وعليها يعتمد خلوده.

## حياته
ولد في أسرة موسيقية شهيرة في نابولي في 26 أكتوبر 1685 وعُمّد باسم جوسيبي دومينيكو. يتذكر التاريخ والده أليساندرو سكارلاتي، ليس فقط لأكثر من خمسين أوبرا وأكثر من 600 كانتاتا (ما زال بعضها يعرض اليوم)، لكن لأثرها الهام على جيل من المؤلفين، أهمهم هاندل. في كل الأحوال كان أليساندرو هو من رسخ قالب داكابو كأساس لآريات أواخر عصر الباروك. أبناؤه الموسيقيون الآخرون وأقاربه عملوا في كل أنحاء أوروبا وإنجلترا – وثبت أن دومينكيو أفضل مؤلف من الأسرة لكنه بالكاد ترك الأثرة تركه أليساندرو على عصره.
درس الطفل آلة الهاربسكورد والتأليف مع والده ودون شكل مع آخرين، لكننا لا نعرف متى ومع من. نعرف أنه في سن 16 تعين دومينيكو عازف أرغن ومؤلف موسيقي في الأبرشية الملكية لنابولي – وهو دليل على الموهبة والانحياز، بما أن أليساندرو كان المدير الموسيقي هناك. بعد عامين جاء العرض الأول لعملي أوبرا لدومينيكو في نابولي. بدا الابن يتخذ نفس المسار المهني لوالده
سبب محتمل وراء مراوغة دومينيكو لاحقا قد يكون محاولات أليساندرو لإجباره على اتخاذ قالب الأسرة للترفيه عن النبلاء. عام 1705 أثناء العمل في روما، كتب أليساندرو لراعيه الأمير فرناندو دي ميديشي: “أبعدت دومينيكو بالإجبار عن نابولي حيث، رغم حدود موهبته، لم تكن نوع الموهبة التي تناسب مثل هذا المكان. أنا أقيله من روما كذلك لأن روما ليست ملاذا للموسيقى، التي تعيش هناك مثل المتوسلين. ابني هذا مثل صقر له أجنحة، لا يجب أن يبقى عاطلا في العش، ويجب ألا أعطل طيرانه". من الواضح أن دومينيكو امتثل هذه اللحظة لأوامر والده. انتهى به الأمر في البندقية لعدة سنوات لكن لا نعرف ماذا كان يفعل.
نجده مرة أخرى في روما عام 1709، في جولة للملكة ماريا كاسيميرا المنفية من بولندا. كتب لها سبع أوبرات إضافة إلى أوراتوريو وكنتاتا أو نحو هذا. بقيت بعض هذه الأعمال، لتكشف عن دومينيكو في ذلك الوقت ليس أكثر من مهارة من نوع موسيقى والده. كان مطلوب كعازف هاربسكورد ماهر. يروى عن منافسة أسطورية جرت بينه وبين هاندل على آلة مفاتيح. كانت المسابقة متساوية في المهارة تقريبا، تاركة الرجلين معجبين ببعضهما البعض بالتبادل. السجل السريع يستمر مع تعيين دومينيكو سنة 1713 مديرا موسيقيا لكنيسة سانت بيتر في روما. كان هذا منصب محترم. كل ما نعرفه عن هذه الفترة من حياته هو ما بقي من الموسيقى – مرة أخرى، كفء لكن دون إلهام. والمحير أكثر في سن 32 أزعج نفسه للحصول على وثيقة قانونية تسمح له بالاستقلال عن والده. هل كان أليساندرو ما زال يحاول إدارة حياة ابنه؟ عام 1719 نجد دومينيكو، حيث كان عمره وقتها 34 سنة، حيث شغل وظيفة بعيدة عن والده، كمدير موسيقي للإبرشية الملكية في لشبونة في البرتغال. هذه كانت نهاية جولاته وبداية إيجاد نفسه كمؤلف موسيقي.
يحدث أحيانا أن يفشل الفنانون في اكتشاف قدراتهم إلى أن يحالفهم الحظ أو تواتيهم الظروف على سبيل المثال رسام له لوحة صغيرة يكتشف نفسه مع استخدام أسلوب يعتمد على الحوار اليومي بعيدا عن المراكز الموسيقية الأوروبية وبعيدا عن والده أعيد مولد سكارلاتي مؤلفا للأوبرات والكانتاتا كواحد من أكثر العباقرة ابتكارا لآلة المفاتيح. كانت إعادة ميلاده نتيجة مباشرة لوظيفته في لشبونة التي كانت وظيفة مدرس ومؤلف موسيقي للاميرة البرتغالية ماريا بربارا. كان مقرر ان تتزوج الأميرة وكان يقصد لها أن تعيش حياة عبثية أنيقة لكنها قررت أن تصير عازفة هاربسكورد ماهرة. ونعرف أنها كانت ماهرة لأن الموسيقى التي كتبها لها سكارلاتي على مدى أكثر من أربعة عقود أكثر تحديا من أي عمل آخر في هذا العصر باستثناء أعمال باخ.
لذا في لشبونة بدأ يكتب مقطوعات صغيرة للهاربسكورد واحدة تلو الأخرى من أجل تسلية الأميرة أطلق عليها اسم سوناتا وهي تختلف عن السوناتا الكلاسيكية اللاحقة لكنها مقطوعات من حركة واحدة يستغرق مدة بعضها من 3 إلى 7 دقائق ويعرض تجدد غير مسبوق في الابتكار لهذه الأعمال. قد يكون مراد منها أن تعرف في زوج من نفس المقام، وغالبا ما تتم بتلك الطريقة اليوم، لكن كما هو كل شيء يتعلق بسكارلاتي، الدليل على هذا الجمع بين المقامات يظل غير حاسم.
سنة 1729 تزوجت ماريا باربرا الوريث للعرش الأسباني فرناندو السادس المستقبلي أيضا كان يحب الموسيقى. اصطحب الزوجان سكارلاتي معها للبلاط الملكي في مدريد. هناك مكث لباقي حياته كواحد من الخدم الخصوصيين القيمين في بلاط ثري وبذخ مثلما في أي بلاط ملكي في العالم. وتقريبا عكس كل الفنانين الآخرين، يبدو أنه لم يقدم أي شكوى واحدة بشان مدرائه. اثناء سنواته الأولى مع ماريا باربرا سافر أحيانا الرحلات التي تشمل واحدة فقط لنابولي لزيارة والده المحتضر. ذهب لروما عام 1727 وهناك تزوج من ماريا كاترينا جنتيلي، التي كان عمرها 16 عاما، التي أنجب منها خمسة أبناء قبل وفاتها بعد ذلك بعشر سنينز عام 1742 تزوج مرة أخرى في مدريد وأنجبا أربعة أطفال آخرين. عاش أربعة من التسعة أبناء، وهو أمر طبيعي في هذا الوقت؛ لكن الغريب في هذا العصر أنه لم يتخذ أي منهم مهنة الموسيقى التي كانت مهنة الأسرة.
الباقي هو افتراضي ومجرد أجزاء من الحقيقة. المطرب المخصى الشهير فارنيلي الذي عمل طويلا لدى الأسرة الملكية في مدريد ذكر أن سكارلاتي كان مدمن على المقامرة ودائما ادى هذا لدماره لكن الملكة كانت دائما تدفع الغرامة له. نعرف أنه عام 1738 صار فارس وحصل على مرتبة سانتياجو، التي ضمن امور أخرى منحته حق «ارتداد الثياب القطيفة والحرير من أي لون والخواتم والمجوهرات والسلاسل وثياب من الذهب» ومؤكد أنه يوجد لوحة سكارلاتي وهو يرتدي زي الفارس المصنوع من القطيفة والحقرير. أعال منزلا جيدا في مدريد. في وصيتها تركت ماريا باربرا سكارلاتي 2000 دابلون ذهبي وهي ثروة من أجل «كفاءته وولائه» لكن سكارلاتي من قبل الملكة في 23 يوليو 1757..

## موسيقاه
أعال منزل جيد في مدريد في وصيته ترك نسخة من 30 سوناتا طبعت في لندن عام 1738، بالعنوان المتواضع «تمارين الهاربسكورد». سرق المعجبون هذه الأعمال وغيرها في نسخ أخرى. حيث أنه لم يكن له سابقين لأسلوبه غير العادي لم يكن لديه عدة ورثة أيضا. المنشورات وعدة متحمسين تعلق بولع بسكارلاتي في إنجلترا، فقط هناك وفي أسبانيا أثر على مؤلفين آخرين. المراكز الفنية في إيطاليا وألمانيا وفرنسا – بالكاد عرفت بموسيقاه أثناء حياته. طالبه الوحيد المهم كان الإسباني المغمور أنطونيو سولير. النسخة الحديثة لعمل سكارلاتي تصل إلى 18 مجلد، بما في ذلك ما يزيد على 500 سوناتا. نصفها تقريبا قد يكون تم كتابته في آخر ست سنوات من حياته. المصدر الأساسي الكبير هو 15 مجلد كتبت لها مسودة باليد ومجلد بخلاف أحمر عليه علامة السلاح الملكي مطرز بالذهب وكانت هذه النسخ الشخصية للمكلة ماريا باربرا. ولم نجد نسخة واحد بخط يد سكارلاتي. تراثه الفريد كان مجموعة فانتازي كتبها.
في واحدة من أعماله القليلة الباقية، قدم سكارلاتي بنفسه وصفا صغيرا جيدا لعمله: «دعابة مبتكرة مع الفن». ينبهر المرء في الحال بخشونة صوته. التغير اللحني المتقلب، التباهي في كوب شاي والنفير الغامض والتغير المذهل للتآلف والمقام. الكثير كان محتشدا في المساحات الزمنية الصغيرة. البعض وصف سوناتاته كقصائد سيمفونية صغيرة مع دراما كاملة وشخصيات وتغيرات في المشهد.

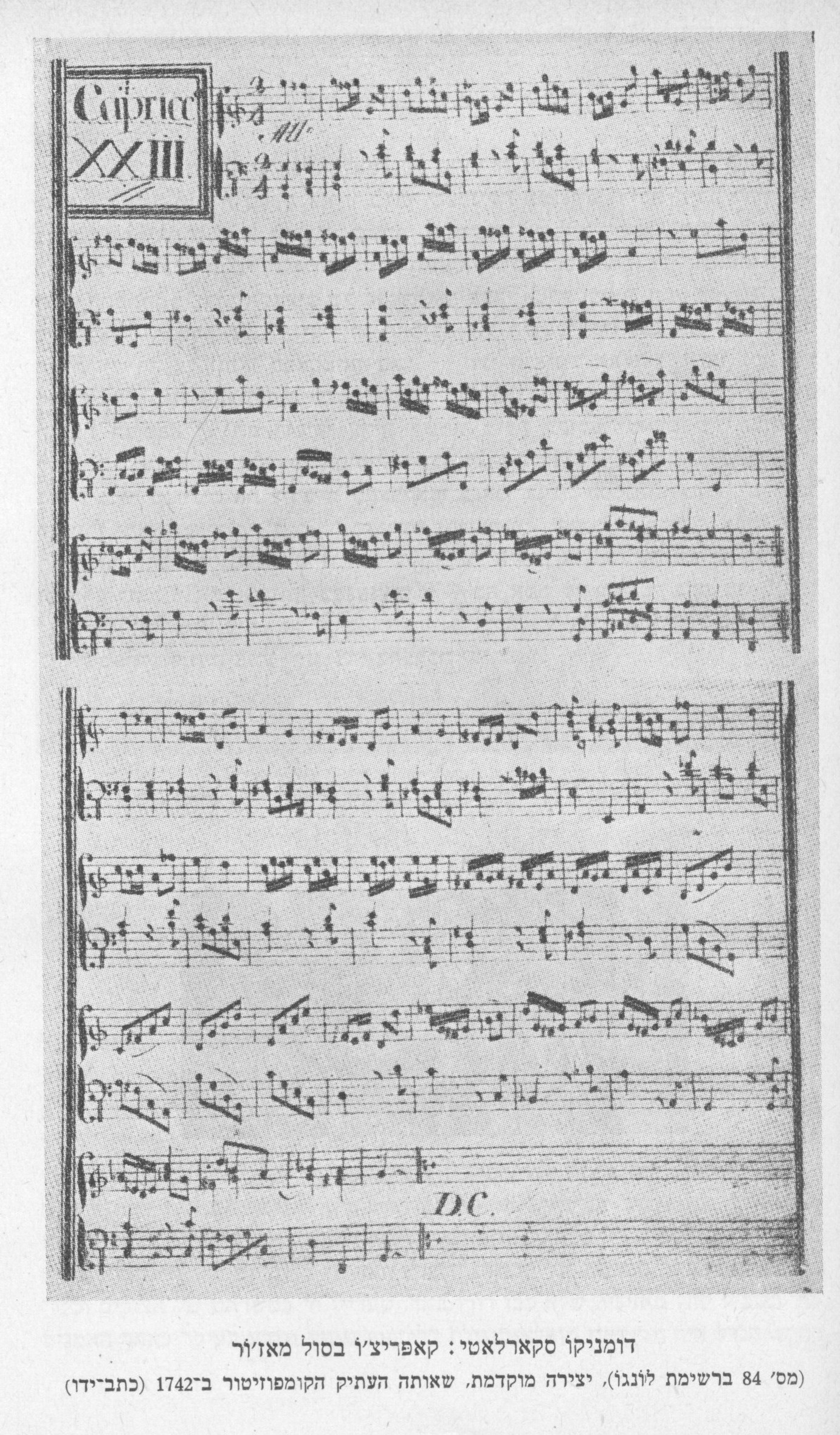
"كابريشيو في مقام صول الكبير" لدومينيكو سكارلاتي سنة 1741

في حين كان منهجه فريدا، كان أيضا يتنبأ بالأسلوب الكلاسيكي القادم. ترك النسيج الكونترابنطي لموسيقى آلة المفاتيح في العصر، حيث مالت الخطوط لأن تماثل الكتابة الصوتية، طور معالجة اصطلاحية جديدة للهاربسكورد. في هذا الصدد فعل مع الهاربسكورد ما فعله فيفالدي مع الكمان وشوبان مع البيانو – فهو مكتشف الإمكانيات الموسيقية الجديدة التي تطورت مباشرة من طبيعة الآلة. تمتع بالأربيجيو الصاعد والقفزات اللحنية الواسعة والتكرارات للنغمة الواحدة. حيث معظم مؤلفي الباروك ما زالوا ينظرون إلى مقطوعة آلة المفاتيح على أساس عدد منسجم للمقطوعات الكونترابنطية، لم يبالٍ سكارلاتي إن كان التآلف الواحد له نغمتين والأربعة التالية، الرقم الاصطلاحي أخذ الأولوية على الكونترابنط له. كل هذه الاستخدامات صارت مميزة للفترة الكلاسيكية (رغم أنه ليس خلال تأثير سكارلاتي أن موسيقاه صارت معروفة بشكل واسع فقط لاحقا).
بخلاف خياله الخاص، يمكن أن نجد التلميحات فقط بالمصادر إلى أسلوبه. حتما يمكن تتبع تأثيره على مؤلفي الباروك العاديين مثل هاندل وخاصة فيفالدي لكن جزء من صوته يبدو نبع من موسيقى بلده المتبناة أسباينا وآلتها القومية الجيتار. الكثير من اللحن المصاحب باليد اليسرى يماثل العزف على اوتار الجيتار، والحركات الهارمونية الغريبة والتنافر المذهل الذي يقترح التأثيرات المماثلة في الموسيقى الشعبية لأيبريا. إيقاعاته أحيانا تماثل صوت الصنوج.
رغم وجود تنوع هائل للأفكار والتأثير في إنتاج سكارلاتي، يوجد أيضا انسجام كبير في ذلك حتى أن كل سوناتا تجدد بعض التنوع للشكل الثنائي. هذا يتعلق بالقسمين الكبيرين يتكرر كلاهما: الأول يتغير من المقام الأساسي إلى مقام شديد الصلة به، يبدأ الثاني ببعض المغامرة الهارمونية ثم يعود للمقام الأساسي (القرار). أحيانا تنجذب المقطوعة كلها حول فكرة لحنية واحدة شي مثل أ أ1 أ2 أ1 كل نص يتكرر، احيانا النصف الثاني من القسم الأول في مقامه الجديد له لحنه الخاص. يعود بشكل موثوق به إلى نهاية المادة التي أنهت النصف الأول لكن انتقلت للمقام الأساسي تنبؤ بقالب السوناتا الكلاسيكي لاحقا.
أحد تنويعاته الكثيرة بشأن الشكل الثنائي الثاني نراه في السوناتا الشهيرة في مقام مي الصغير مصنف 380. اللحن الأساسي لمقام مي الكبير معلن أولا ثم يتكرر في عدة درجات مؤدي لروتين خاص بسكارلاتي بترقيم الزمن موسيقيا حيث يتكرر لحن صغير مرارا وتكرار باليد اليمنى في حين في الأسفل باليد اليسرى تتطور التالفات بشكل غير متوقع. بعد ذلك يأتي جزء مقابل في مقام جديد، في هذه الحالة نوع من نداء شبحي للنفير يتطور لنهاية القسم. هذا يتكرر كله. القسم الكبير الثاني يتناول فقط فكرة نداء النفير مع العودة للمقام الأساسي. الشكل الإجمالي هنا قد يخلص أنه أب ب1 ب2. كالمعتاد يوجد عمل مبهج إلى الكادنزا النهائية.
إنتاج سكارلاتي هو شلال من الجواهر الصغيرة لذا لن أذكر بالتفصيل الكثير من المقطوعات المحددة هنا. يوجد كتالوج متزايد من السجلات الجيدة كتبها عازفو الهاربسكورد وعازفو البيانو (كان هروفتز رائد) وعازف جيتار يعزف المخطوطات. المخطوطات تطلب سماعها في العرض أو في التسجيلات مع شيء آخر عالق – مع الإنصات إليها. ثم ستبدأ في اكتشاف خياله: فلنقل التآلفات التي وصلت إلى مقام فا الكبير مصنف رقم 525، الأسلوب الذي يشبه كثيرا أعمال جيرشوين الكروماتية في مقام مي الكبير مصنف رقم 549، الأسلوب الذي يبدأ به عمله في مقام ري الكبير مصنف رقم 96 تبدأ بشكل مبهج مع النفير ويعمل بانتظام خلال النصف الأول ليصل إلى ذروة تحبس الأنفاس وأنها مع آلة غير قادرة على الكريشندو.
كان أسلوبه يروق للموسيقيين المغامرين للقرن الثامن عشر المحظوظين بما يكفي لمعرفة موسيقاه. مؤرخ إنجليزي في هذا العصر كتب: «مقطوعات سكارلاتي لم يكن فقط المقطوعات التي ميزها كل عازف بريطاني شاب ميز قدراته على الأداء لكنها كانت الروعة والبهجة لكل مستمع يمكنه الشعور بالتأثير الجرئ الذي يصدر نتيجة مخالفة تقريبا كل القواعد القديمة والراسخة للتاليف». إنه إشادة بخياله الذي أضر في قرننا هذا بكل قاعدة قديمة وراسخة للتأليف ما زال سكارلاتي ينجح في إذهالنا بجرأة صوته..

## هوامش
1. ↑  Archivio Storico Ricordi، QID:Q3621644
2. ↑  MusicBrainz (بالإنجليزية), MetaBrainz Foundation, QID:Q14005
3. 1 2 3  The Vintage Guide to Classical Music by Jan Swafford

## روابط خارجية
- دومينيكو سكارلاتي على موقع IMDb (الإنجليزية)
- دومينيكو سكارلاتي على موقع الموسوعة البريطانية (الإنجليزية)
- دومينيكو سكارلاتي على موقع ألو سيني (الفرنسية)
- دومينيكو سكارلاتي على موقع ميوزك برينز (الإنجليزية)
- دومينيكو سكارلاتي على موقع أول موفي (الإنجليزية)
- دومينيكو سكارلاتي على موقع قاعدة بيانات الأفلام السويدية (السويدية)
- دومينيكو سكارلاتي على موقع إن إن دي بي (الإنجليزية)
- دومينيكو سكارلاتي على موقع أول ميوزيك (الإنجليزية)
- دومينيكو سكارلاتي على موقع ديسكوغز (الإنجليزية)
- دومينيكو سكارلاتي على موقع قاعدة بيانات الفيلم (الإنجليزية)